# Pyotr Sviatopolk-Mirsky

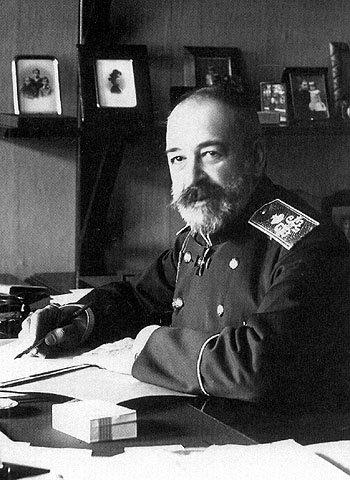
Pyotr Dmitrievich Sviatopolk-Mirsky

Príncipe Pyotr Dmitrievich Sviatopolk-Mirsky (Vladikavkaz, 18 de agosto de 1857- São Petersburgo, 16 de maio de 
1914) foi um político russo e Ministro do Interior de 1904 a 1905. Era filho do general Dmitry Ivanovitch Sviatopolk-Mirskii e pai do historiador literário D. S. Mirsky.
Tornou-se Ministro do Interior após o assassinato de Plehve, em julho de 1904. Seu apontamento foi visto como uma vitória dos Liberias sobre os Conservadores, e na Corte foi uma vitória da Imperatriz viúva Maria Feodorovna sobre a Imperatriz Consorte Alexandra Feodorovna.
Os ministros Conservadores Witte e Sipiagin, descreveram Sviatopolk-Mirsky como uma homem honrado e inteligente de altos princípios morais, o que é devido aos seus notáveis esforços em realizar reformas liberais na Rússia Imperial, enquanto ministro.
Em 22 de janeiro de 1905, ocorreu o massacre de uma manifestação pacífica em São Petersburgo, conhecida como Domingo Sangrento. De acordo com Sviatopolk-Mirsky, ele nunca autorizou atirar nos manifestantes, mas cumpriu seu dever final ao czar, tornando-se o "bode expiatório" para o massacre. Segundo seus oponentes, ele não somente autorizou as tropas a atirarem, mas também para promover a sua atividade política, encorajou a manifestação.
Sviatopolk-Mirsky foi substituído como Ministro do Interior por Bulygin em Fevereiro de 1905 e se retirou do serviço ao governo. Ele ficou de fora da vida política até a sua morte em 16 de maio de 1905.